# Fotbal na Letních olympijských hrách 2008

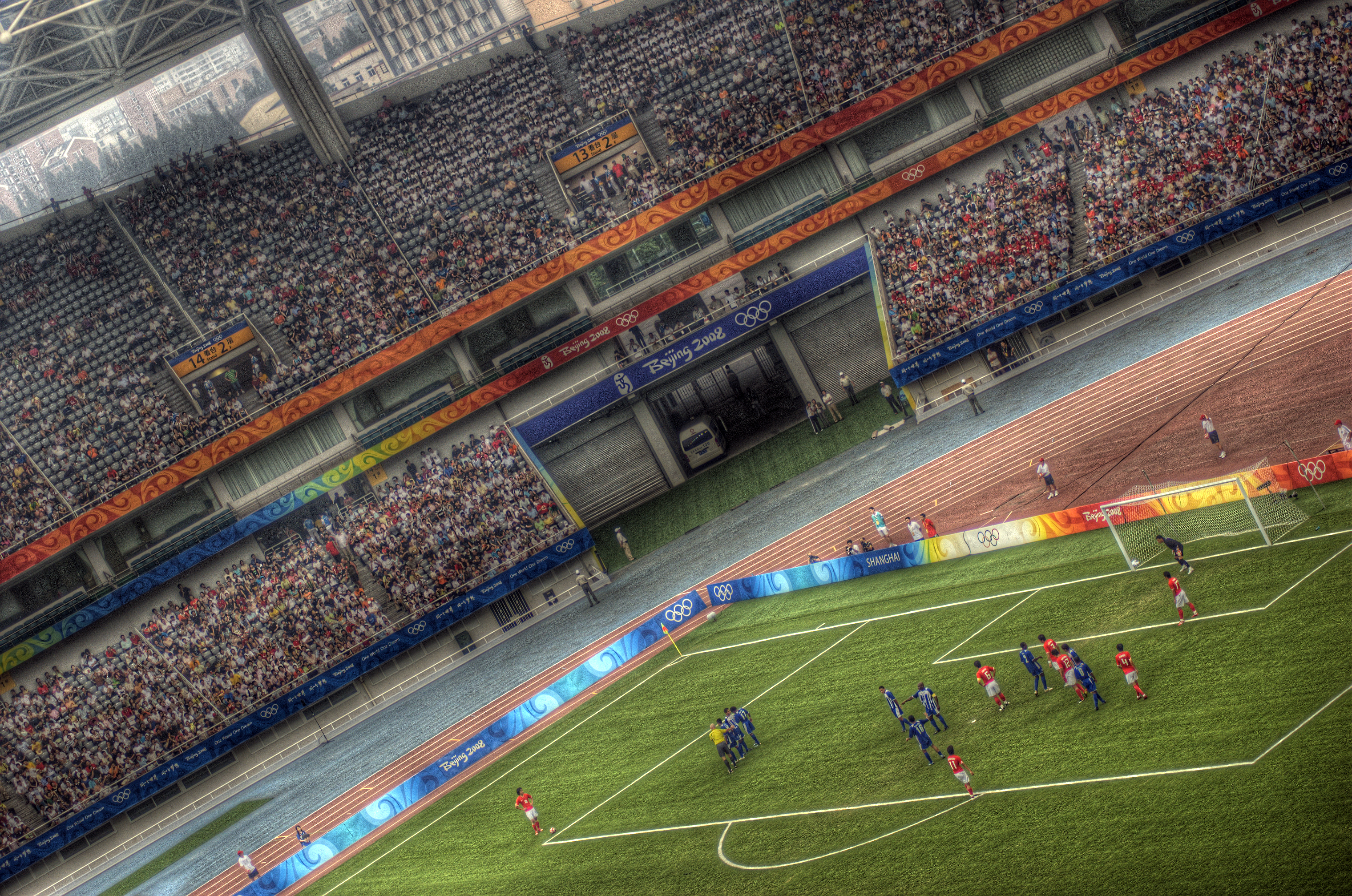
Zápas mezi Koreou a Hondurasem během olympiády

Fotbalové turnaje mužů a žen na Letních olympijských hrách 2008 se hrály od 6. do 23. srpna. Turnaje mužů se mohli účastnit pouze hráči do 23 let (každý tým navíc mohl nominovat i tři starší hráče), zatímco turnaj žen byl hrán bez jakýchkoliv věkových omezení.
Mužského turnaje se účastnilo 16 týmů (rozlosovaných do 4 skupin po 4 týmech, ze kterých první dva postoupili do čtvrtfinále), zatímco ženského 12 týmů rozlosovaných do 3 skupin po 4 týmech, ze kterých do čtvrtfinále postoupily první dva týmy z každé skupiny a dva nejlepší celky na třetích místech.

## Mužský turnaj
| Zlato | Stříbro | Bronz |
| Argentina | Nigérie | Brazílie |
| Oscar Ustari Ezequiel Garay Luciano Fabián Monzón Pablo Zabaleta Fernando Gago Federico Fazio José Ernesto Sosa Éver Banega Ezequiel Lavezzi Juan Román Riquelme Ángel Di María Nicolás Pareja Lautaro Acosta Javier Mascherano Lionel Messi Sergio Agüero Diego Buonanotte Sergio Romero Nicolás Navarro Trenér: Sergio Batista | Ambruse Vanzekin Chibuzor Okonkwo Onyekachi Apam Dele Adeleye Monday James Chinedu Obasi Sani Kaita Victor Nsofor Obinna Isaac Promise Solomon Okoronkwo Oluwafemi Ajilore Olubayo Adefemi Peter Odemwingie Efe Ambrose Victor Anichebe Emmanuel Ekpo Ikechukwu Ezenwa Oladapo Olufemi Trenér: Samson Siasia | Diego Alves Renan Rafinha Alex Silva Thiago Silva Marcelo Ilsinho Breno Hernanes Anderson Lucas Ronaldinho Ramires Diego Thiago Neves Alexandre Pato Rafael Sóbis Jô Trenér: Dunga |

## Ženský turnaj
| Zlato | Stříbro | Bronz |
| USA | Brazílie | Německo |
| Hope Solová Heather Mittsová Christie Ramponeová Rachel Buehlerová Lindsay Tarpleyová Natasha Kaiová Shannon Boxxová Amy Rodriguezová Heather O'Reillyová Aly Wagnerová Carli Lloydová Lauren Cheneyová Tobin Heathová Stephanie Coxová Kate Markgrafová Angela Huclesová Lori Chalupnyová Nicole Barnhartová Trenér: Pia Sundhageová | Andréia Simone Andréia Rosa Tânia Renata Costa Maycon Daniela Formiga Ester Marta Cristiane Bárbara Francielle Pretinha Fabiana Érika Maurine Rosana Trenér: Jorge Luiz Barcellos | Nadine Angererová Kerstin Stegemannová Saskia Bartusiaková Babett Peterová Annike Krahnová Linda Bresoniková Melanie Behringerová Sandra Smiseková Birgit Prinzová Renate Lingorová Anja Mittagová Ursula Hollová Célia Okoyino da Mbabiová Simone Laudehrová Fatmire Bajramajová Conny Pohlersová Ariane Hingstová Kerstin Garefrekes Trenér: Silvia Neidová |